# Riverbank Arena
Riverbank Arena är en arena som ligger i Olympiaparken i Hackney i östra London, Storbritannien. Den byggdes för att användas för landhockey vid de Olympiska sommarspelen 2012. Arenan har två planer som under olympiaden hade en kapacitet av 16 000 respektive 5 000 personer. Riverbank Arena användes även vid Paralympiska sommarspelen 2012, då för matcher i fotboll. Budgeten för detta center var 19 miljoner brittiska pund. 
Det första eventet som hölls i arenan var ett test. Det var en inbjudningsturnering för damer och herrar som hölls i maj 2012. De 60 000 biljetterna till denna turnering sålde slut på 14 minuter.

## Efter olympiaden
Efter OS kommer arenan att flyttas till sportcentret i Eton Manor och byggas om till att ha 3 000 sittplatser och en träningsplan. På den nya platsen kommer det finnas möjlighet att utöka arenans kapacitet till 15 000 personer. I januari 2011 uttryckte fotbollsklubben Leyton Orient FC sitt intresse att använda arenan efter de olympiska spelen.
Riverbank Arena kommer även användas vid Europamästerskapen i landhockey 2015. Det kommer att bli den första stora turneringen i landhockey som arenan används till efter de olympiska spelen. Vinnarna där kommer även vara direktkvalificerade till Olympiska sommarspelen 2016 i Rio de Janeiro, Brasilien.  England sökte även att få arrangera världsmästerskapen i landhockey 2014 men fick inte det.